# Cyperus columbiensis
Cyperus columbiensis är en halvgräsart som beskrevs av Eduard Palla. Cyperus columbiensis ingår i släktet papyrusar, och familjen halvgräs.
Artens utbredningsområde är Colombia. Inga underarter finns listade i Catalogue of Life.